# Goddamned
Goddamned é o primeiro álbum de Jay Brannan lançado em Agosto de 2008. 

## Track Listing[1]
1. "Can't Have It All"
2. "Half-Boyfriend"
3. "American Idol"
4. "A Death Waltz"
5. "At First Sight"
6. "Housewife"
7. "Goddamned"
8. "Home"
9. "Bowlegged & Starving"
10. "On All Fours"
11. "String-a-Long Song"
12. "Ever After Happily" (exclusivo do iTunes)